# Halo Wars 2
Halo Wars 2 es un videojuego de estrategia en tiempo real (RTS), desarrollado por 343 Industries y Creative Assembly, de manera exclusiva para Xbox One y Windows 10. Fue anunciado el 4 de agosto en la Gamescom 2015. Su primer tráiler fue expuesto en la E3 de 2016 y su fase beta estuvo disponible del 13 al 20 de junio de 2016. Su fecha de lanzamiento fue el 21 de febrero de 2017.
En el canal de YouTube oficial de la franquicia se mostró el 16 de junio de 2016 un tráiler con comentarios del equipo desarrollador del juego, y parte de la nueva trama. La historia se basará en el Capitán James Gregory Cutter y la tripulación del Spirit of fire, despertando del Criosueño sobre las instalaciones destruidas de El Arca, previamente conocido en Halo 3, sin conocer cómo han llegado ahí. Si bien el final de Halo Wars es abierto y deja ver que el Spirit of fire, vaga por el espacio sin motor Desliespacial, Dan Ayoub, Líder del departamento de estudio y estrategia de 343 Industries lo confirmó en el video Halo Wars 2 E3 Trailer BTS.

## Universo
Argumentalmente, Halo Wars 2 está situado 28 años después de los acontecimientos sucedidos en Halo Wars. Después de 28 años en crio-sueño, la tripulación de la UNSC Spirit of Fire despierta cerca del Arca (Lugar que visitamos en Halo 3) para encontrarse y enfrentar a una antigua facción llamada Los Desterrados, que se desprendió del Covenant antes del Gran Cisma, liderados por un Jiralhanae llamado Atriox que amenaza a la tripulación y quizás a toda la humanidad.  

## Historia
En 2559, después de 28 años de deriva a través del espacio, el Spirit Of Fire comienza a regresar al estado operacional despertando del crio-sueño. En un mensaje al Capitán James Cutter, IA Serina del barco describe el estado actual de las cosas, indicando que ella ha despertado a la tripulación debido a un desarrollo inesperado. La misma Serina se ha ido, con su informe una mera grabación; al final de su vida operacional de siete años, ella se despidió de acuerdo con las regulaciones de dispensación final de la UNSC. Cutter se reúne con la profesora Ellen Anders en la plataforma de observación, donde ya está trabajando arduamente para investigar la situación actual: el Spirit of Fire ha sido transportado a través de slipspace a un lugar desconocido fuera de la galaxia. Asomándose debajo de ellos hay una enorme mega estructura, evidentemente la fuente del misterioso tránsito del desliespacio. Se intercepta una transmisión cifrada del origen del UNSC desde la superficie de la construcción y se despliegan equipos de reconocimiento para investigar.
Explorando la superficie, los Spartan-II Red Team se encuentra con signos de batalla y un puesto avanzado de ciencia desierta. En el interior se encuentran con una atemorizada IA de logística que se identifica a sí misma como Isabel. Casi de inmediato, los Spartans son emboscados por un gran Jiralhanae. En una lucha desequilibrada a favor del extraterrestre, Douglas-042 está gravemente herido. Los Spartans retroceden, evacuando a su compañero ahora inconsciente, y escapan del puesto avanzado con fuerzas hostiles en su persecución. Mientras los otros abordan un Pelican, Alice-130 se queda atrás para detener a los atacantes, su destino es incierto. A bordo del Spirit of Fire, Isabel conmocionada informa al Capitán Cutter y al equipo sobre la nueva amenaza: un caudillo Jiralhanae, Atriox, que se rebeló contra el Covenant durante la Guerra Humano-Covenant, acumulando un ejército mercenario conocido como Los Desterrados, que ahora atacó el Arca y masacró a los humanos que estaban bajo las órdenes de Isabel. La IA le ruega a la tripulación que huya, pero Cutter opta por quedarse y detener a Los Desterrados del Arca.
El equipo Spirit of Fire comienza su campaña contra Los Desterrados con un ataque contra una operación de salvamento dirigida por el teniente de Atriox, Decimus, mientras Anders trabaja para encontrar una manera de contactar al UNSC. Decimus y sus fuerzas locales finalmente son derrotados, pero él logra escapar. En los restos de la base Desterrada, se descubren datos que señalan a un cartógrafo: una sala de mapas de toda la instalación. Para evitar que Los Desterrados hagan uso del Cartógrafo, el Capitán Cutter decide montar un asalto al sitio. Mientras que las fuerzas del UNSC aseguran el punto de acceso al cartógrafo, la narración regresa a Alice-130, que ha estado llevando a cabo sus propias operaciones contra Los desterrados detrás de sus líneas. Ella lanza una operación para rescatar a los prisioneros del UNSC mientras usa otro puesto de investigación abandonado para restablecer el contacto con el Spirit Of Fire. Después de hacerlo con éxito, el capitán Cutter la pone al mando de las fuerzas del UNSC en la zona, con la intención de continuar una campaña local contra Los Desterrados.
Mientras tanto, las fuerzas del UNSC alcanzan el Cartógrafo, y después de encontrar cierta resistencia de Los Desterrados y los Centinelas del Arca, obtienen acceso a la cámara central. Al interactuar con el cartógrafo, la profesora Anders se entera de que Atriox ha estado utilizando el sitio para hacerse cargo de toda la red del portal del arca, lo que le permite transportar rápidamente sus fuerzas a través de la instalación. La destrucción de un nodo de control clave denegará el acceso a Los Desterrados a los portales. Anticipando los planes del UNSC, Atriox ha destinado fuerzas dirigidas por Decimus en el área. Después de una larga batalla, las fuerzas del UNSC logran destruir el nodo del portal y matar a Decimus. Sin embargo, su victoria es efímera ya que el Spirit Of Fire cae bajo el ataque de la nave "Convicción Duradera " de Los Desterrados. Mientras el Spirit Of Fire combate el ataque en el espacio, Alicia-130 y sus fuerzas deben sobrevivir a las olas de las fuerzas desterradas sin apoyo orbital. A bordo del Spirit of Fire, la profesora Anders presenta un plan audaz: para restablecer el contacto con el UNSC, lanzarán un anillo de Halo. Se revela que el Arca mantiene un Halo casi completo en su fundición como reemplazo de emergencia. Además, Anders ha descubierto un medio para desactivar el mecanismo de disparo del anillo, aunque solo se puede implementar en uno de los sitios de las instalaciones originales. Cutter resuelve que, dado que la Instalación 04 se descubrió relativamente cerca de Reach, es posible que una baliza de comunicaciones desplegada en su antiguo sitio llegue al UNSC.
Sin embargo, el plan no puede continuar antes de que se aborde la amenaza actual de la Convicción Duradera. Isabel delinea un plan para usar un cañón de partículas Forerunner en la superficie del Arca para disparar contra el portador de asalto, mientras que ella y Jerome-092 abordarán el buque insignia a través de su levantamiento de gravedad. Anders logra activar el cañón de partículas, aunque solo deshabilita los escudos de la Condena Duradera. Jerome e Isabel se dirigen al elevador de gravedad, pero su Pelican es derribado en el camino. Después de que las fuerzas de la UNSC sitiaron la base de Los Desterrados en el ascensor de gravedad, Jerome sube con éxito al ascensor, se infiltra en el transportador e inserta a Isabel en sus sistemas. Luego, dispara el proyector de energía ventral del barco a las tropas Los Desterrados que se encuentran debajo, alimentándose de su ira por la masacre del personal del Arca bajo su cuidado. El rayo pronto penetra en la corteza del Arca, despertando a los Centinelas agresores de la instalación. Los Enjambres de los Centinelas descienden sobre la Convicción Duradera, embistiendo al portador en números masivos. Mientras Jerome lucha contra Los Desterrados Jiralhanae dentro de la nave, los Sentinelas finalmente logran dividir en dos la nave, deteniéndose en perfecta sincronía una vez que han atravesado. Jerome levanta a Isabel y salta del barco hacia el Arca.
A continuación, Atriox y Shipmaster Let 'Volir examinan los restos de la Convicción Duradera. Mientras evalúan sus pérdidas, ambos se sorprenden al presenciar un Halo saliendo de la Fundición del Arca. Atriox inmediatamente ordena a 'Volir que envíe todas sus fuerzas al Halo para evitar que los humanos se afiancen. Mientras que el UNSC trabaja para establecer una presencia en el nuevo Halo, los Desterrados montan su propia invasión allí a través de portales de acceso en la Fundición del Arca. Después de que las fuerzas de la UNSC destruyen las bases de Los Desterrados enviando tropas al Halo, también viajan al nuevo anillo a través del portal de acceso. Atriox se contacta con Captain Cutter y hace una oferta para ahorrarle la tripulación del Spirit of Fire, si se van. Cutter se rehúsa firmemente, señalando que Atriox no extendió misericordia similar al personal que sacrificó antes de su llegada. En el Halo, el UNSC debe llegar a la sala de control y desarmar el anillo antes de que pueda alcanzar el espacio humano, mientras que Los Desterrados continúan enviando fuerzas en un esfuerzo por obtener el control de la instalación. La sala de control está blindada, pero Anders logra tomar el control de un Retriever Sentinel inicialmente hostil y usar la máquina para desactivar la barrera de energía.
Anders frente a un Guardián.
Mientras Anders ingresa a la sala de control para desactivar los sistemas de disparo de Halo y desplegar un faro de comunicaciones, el UNSC debe contener oleadas de ataques de Los Desterrados antes de que pueda completar su trabajo. Interconectando con el núcleo de la sala de control, Anders logra acordonar una sección de la masa terrestre del anillo que alberga a la mayoría de las tropas Desterradas y lanzarla al espacio. Las fuerzas del UNSC luego evacuan del anillo, pero Anders no tiene tiempo para salir de la sala de control antes de que el Halo entre en un portal del desliespacio hacia su destino: el sistema Soell, el sitio original de la Instalación 04. Anders asegura al Capitán Cutter que tiene la intención de regresar lo más pronto posible, tal vez solo en varias semanas, antes de que se corte su señal. Cutter decide continuar la lucha contra Los Desterrados en el Arca antes de que Anders regrese, mientras que Atriox, furioso por su derrota, ve una concentración de sus fuerzas.
En su camino hacia el sistema Soell, el Halo cae inesperadamente del espacio deslizante. Un elevador desciende a la cámara central de la sala de control y Anders regresa a la superficie, donde es confrontada por un Guardián.

## Campaña
La campaña principal de Halo Wars 2 consiste en 12 Misiones:
1. "La Señal" - "El Spartan Jerome y el Equipo Rojo investigan de donde proviene la señal de emergencia de la UNSC"
2. "Un nuevo Enemigo" - "Captain Cutter despacha un equipo de ataque para lanzar un ataque contra el teniente de Atriox, Decimus."
3. "Ascensión" - "Spartan Jerome y sus fuerzas luchan a través de las fortificaciones de Los Desterrados en el camino hacia el cartógrafo."
4. "Uno Tres Cero" - "Luchando tras las líneas enemigas, Spartan Alice debe rescatar a los prisioneros de la UNSC para abrir un segundo frente en la guerra contra Los Desterrados".
5. "El Cartógrafo" - "El profesor Anders y Jerome llegan al cartógrafo para descubrir el secreto del mando de Atriox sobre el Arca".
6. "Cerrar" - "Jerome debe destruir los controles de red del portal de Los Desterrados y paralizar las capacidades de transporte de Atriox a través del Ark".
7. "Desde Las Profundidades" - "Alice debe defenderse de Los Desterrados mientras asaltan a su banda de supervivientes".
8. "Defensas De La Linea" - "En la primera parte del plan de Isabel, el UNSC debe defender un cañón Forerunner, ya que inmoviliza a la compañía de Los Desterrados y rompe sus escudos".
9. "Bajo La Oscuridad" - "En la segunda parte del plan de Isabel, Jerome e Isabel se infiltran en un complejo de Los Desterrados y se preparan para entrar en el vientre de la bestia".
10. "Foundry" - "Alice y Douglas lideran un asalto para cortar la ola de Los Desterrados abordo del Halo".
11. "Halo" - "Un Equipo Rojo reunido debe hacer retroceder la invasión de Los desterrados del Halo para que Anders pueda llegar a la Sala de Control".
12. "Ultima Defensa" - "Cutter y su tripulación deben defenderse de Los Desterrados en una defensa final de Anders mientras prepara el Halo para su viaje".